# Església de l'Assumpció de Cervera del Maestrat
L'església de l'Assumpció de Cervera del Maestrat, d'estil barroc, és un temple catòlic situat al centre de la població, i seu d'una parròquia del bisbat de Tortosa.

## Història
De l'església primitiva del segle xv encara es conserven els peus del temple amb la portada, per no haver-se pogut completar la posterior transformació del temple, iniciada vers el 1669 i finalitzada a principis del segle xviii. Del mateix segle xviii és la porta construïda en el costat de l'Epístola i la capella de la Comunió, allargant una capella lateral, en el costat de l'Evangeli, als peus del temple.
La torre-campanar fou construïda en 1760 per Francesc Pérez, mestre d'obres d'Ulldecona.
Des de 1993, a iniciativa de la mateixa parròquia, s'han anat rehabilitant diverses parts del temple, com la capella de la Comunió, que fou restaurada en 1994.

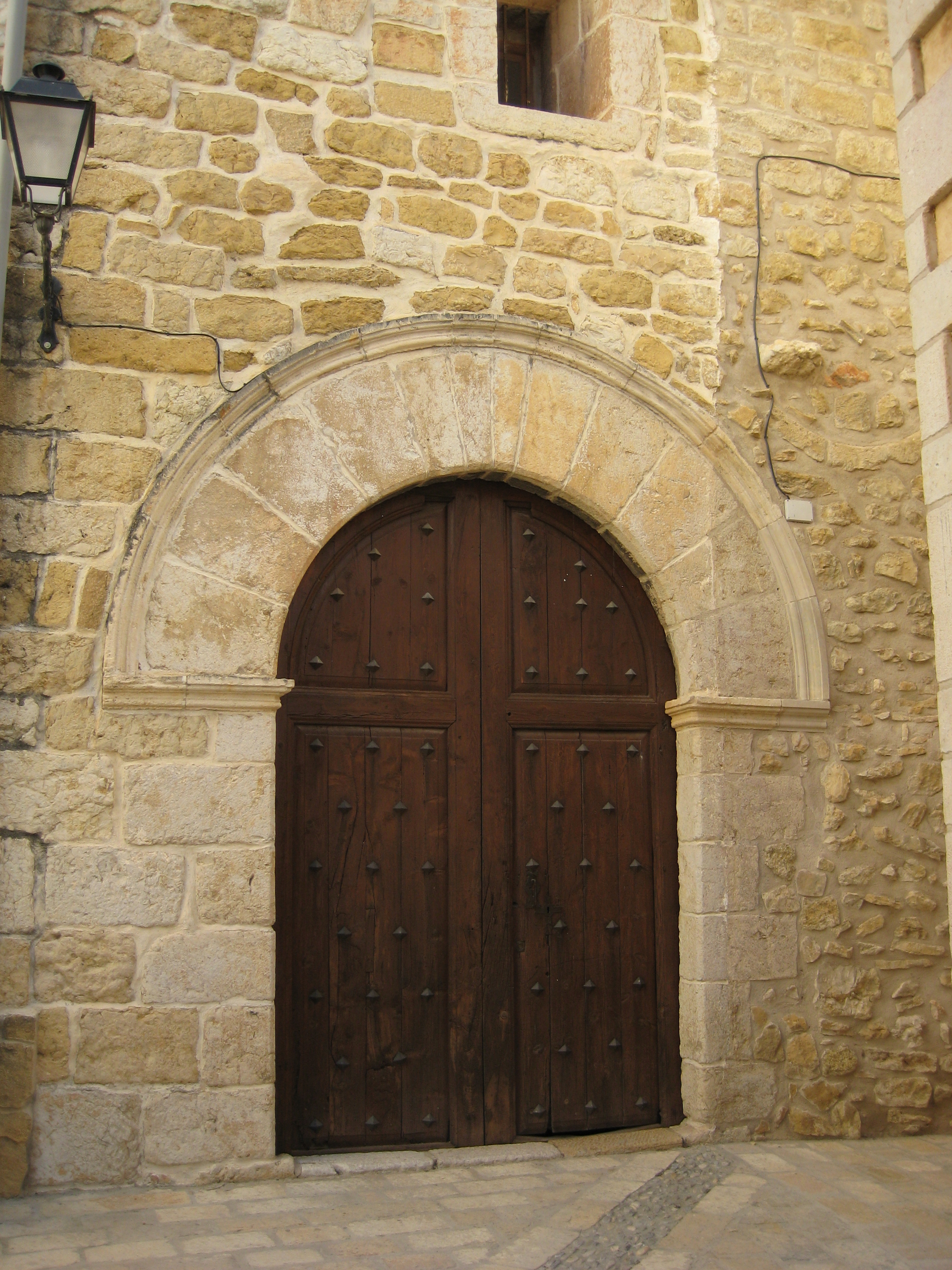
Portada

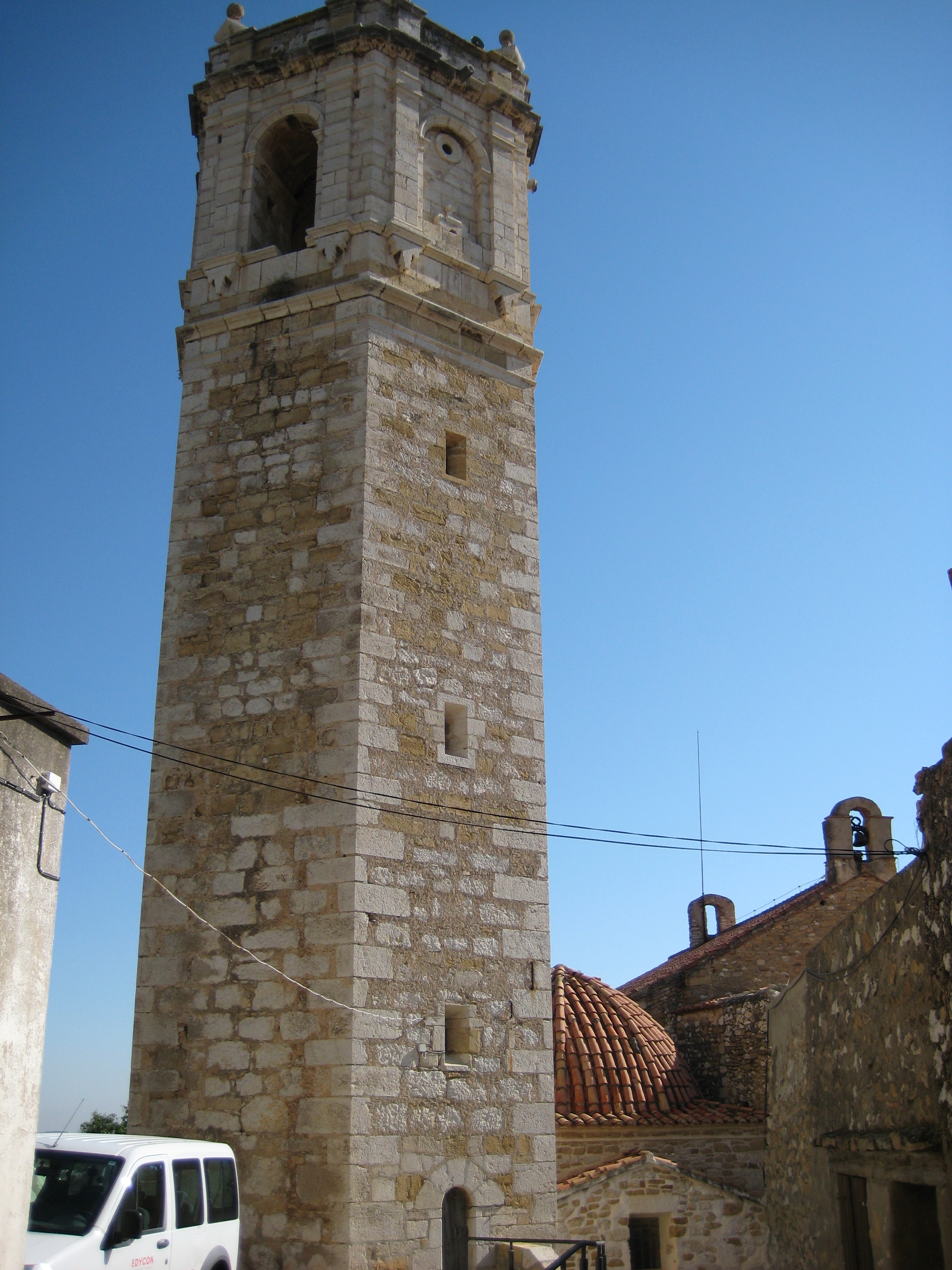
Torre-campanar

## Arquitectura

### Estructura
Temple de planta rectangular, amb una nau de quatre trams amb capelles laterals més baixes entre els contraforts. Capçalera recta amb sagristies als costats (la nova i l'antiga) i cor alt als peus.
A l'interior, de pilastres d'orde compost mouen arcs de mig punt que suporten una coberta de volta de canó amb llunetes, mentre les capelles es cobreixen per volta de quatre punts. Als peus, subsisteixen dos trams de volta de creueria.
La coberta de la nau barroca és a dos aigües, de teules, rematada en els extrems per dues espadanyes, possiblement construïdes fins a l'acabament de la torre-campanar.

### Façanes
En la façana lateral, al costat de l'Epístola, entre contraforts, s'obri una senzilla porta amb llinda, mentre la façana principal, als peus del temple, tota de carreus, presenta una obertura d'arc de mig punt amb dovelles ben tallades protegides i emmarcades per un arrabà circular, sense altra decoració.

### Torre-campanar
La torre és de planta hexagonal, exempta, a la qual s'accedeix amb una portella de mig punt que dona pas a una escala il·luminada per troneres, la qual comunica amb tres estances, la de les peses de l'antic rellotge, la del rellotge, i la de les campanes. El primer cos és de fust llis, de carreus desbastats amb morter de calç en el cos i tallats en els cantons, mentre el segon cos, el de les campanes, tot és de carreus tallats, on hi ha una obertura de mig punt per cara emmarcada per pilastres toscanes de fust llis, menys en una cara on l'obertura està cegada i sols obri un ull de bou. Corona la torre una terrassa plana amb pinacles en els angles.

### Capella de la Comunió
La capella de la Comunió té planta de creu grega amb cúpula en el creuer. I el seu altar major està dedicat a la patrona de Cervera, la Mare de Déu de la Costa.